# Sari Kees
Sari Kees (17 febbraio 2001) è una calciatrice belga, difensore del Leicester City e della nazionale belga.

## Carriera

### Club
Sari Kees ha iniziato a giocare a calcio da bambina all'età di 5 anni nello SP Budingen, per poi passare al KSV Drieslinter due anni dopo. All'età di 10 anni è andata a giocare per l'OH Lovanio, col quale ha fatto il suo esordio nella Super League, la massima serie del campionato belga. Per la stagione 2019-20 si è trasferita al Genk, dove ha giocato una sola stagione, caratterizzata dall'interruzione anticipata a causa della pandemia di COVID-19. Nell'aprile 2020 ha lasciato il Genk per tornare all'OH Lovanio, disputando due campionati di fila in lotta per il titolo nazionale contro l'Anderlecht, e rimanendo in testa alla classifica per diverse giornate nella stagione 2021-22.
Dopo quattro stagioni consecutive all'OH Lovanio, del quale aveva anche assunto il ruolo di capitano, nell'estate 2024 si è trasferita in Inghilterra al Leicester City, militante in Women's Super League, la massima serie del campionato inglese.

### Nazionale
Sari Kees ha fatto parte delle selezioni giovanili del Belgio sin dall'Under-15, giocando sedici partite con la selezione Under-17 e venti con la selezione Under-19, scendendo in campo nelle partite di qualificazione alle fasi finali dei campionati europei di categoria. Con l'Under-19 ha preso parte alla fase finale del campionato europeo 2019 di categoria, giocando tutte e tre le partite disputate dal Belgio, che chiuse all'ultimo posto il proprio girone e venendo così eliminato.
La prima convocazione nella nazionale maggiore da parte del selezionatore Ives Serneels è arrivata nell'autunno 2021 in vista delle prime due partite valide per le qualificazioni al campionato mondiale 2023, senza però scendere in campo. L'esordio in nazionale giunse il 16 febbraio 2022 nella partita vinta dal Belgio contro la Slovacchia, prima partita della Pinatar Cup, prima vittoria della Red Flames in un torneo internazionale. È stata schierata titolare nelle due partite di aprile valide per le qualificazioni al Mondiale 2023 contro Albania e Kosovo, venendo poi inserita da Serneels nella rosa delle 23 giocatrici convocate per il campionato europeo 2022. Ha poi giocato tutte e quattro le partite del Belgio, che è stato eliminato ai quarti di finale dalla Svezia.

## Statistiche

### Cronologia presenze e reti in nazionale
| Cronologia completa delle presenze e delle reti in nazionale ― Belgio | Cronologia completa delle presenze e delle reti in nazionale ― Belgio | Cronologia completa delle presenze e delle reti in nazionale ― Belgio | Cronologia completa delle presenze e delle reti in nazionale ― Belgio | Cronologia completa delle presenze e delle reti in nazionale ― Belgio | Cronologia completa delle presenze e delle reti in nazionale ― Belgio | Cronologia completa delle presenze e delle reti in nazionale ― Belgio | Cronologia completa delle presenze e delle reti in nazionale ― Belgio |
| Data                                                                  | Città                                                                 | In casa                                                               | Risultato                                                             | Ospiti                                                                | Competizione                                                          | Reti                                                                  | Note                                                                  |
| --------------------------------------------------------------------- | --------------------------------------------------------------------- | --------------------------------------------------------------------- | --------------------------------------------------------------------- | --------------------------------------------------------------------- | --------------------------------------------------------------------- | --------------------------------------------------------------------- | --------------------------------------------------------------------- |
| 16-2-2022                                                             | San Pedro del Pinatar                                                 | Slovacchia                                                            | 0 – 4                                                                 | Belgio                                                                | Pinatar Cup 2022                                                      | -                                                                     | 46’                                                                   |
| 19-2-2022                                                             | San Pedro del Pinatar                                                 | Galles                                                                | 0 – 0 (1 - 3 dtr)                                                     | Belgio                                                                | Pinatar Cup 2022                                                      | -                                                                     |                                                                       |
| 7-4-2022                                                              | Elbasan                                                               | Albania                                                               | 0 – 5                                                                 | Belgio                                                                | Qual. Mondiali 2023                                                   | -                                                                     |                                                                       |
| 12-4-2022                                                             | Pristina                                                              | Kosovo                                                                | 1 – 6                                                                 | Belgio                                                                | Qual. Mondiali 2023                                                   | -                                                                     |                                                                       |
| 16-6-2022                                                             | Wolverhampton                                                         | Inghilterra                                                           | 3 – 0                                                                 | Belgio                                                                | Amichevole                                                            | -                                                                     | 46’                                                                   |
| 23-6-2022                                                             | Lier                                                                  | Belgio                                                                | 4 – 1                                                                 | Irlanda del Nord                                                      | Amichevole                                                            | -                                                                     | 46’                                                                   |
| 26-6-2022                                                             | Lier                                                                  | Belgio                                                                | 0 – 1                                                                 | Austria                                                               | Amichevole                                                            | -                                                                     |                                                                       |
| 10-7-2022                                                             | Manchester                                                            | Belgio                                                                | 1 – 1                                                                 | Islanda                                                               | Euro 2022 - Fase a gironi                                             | -                                                                     |                                                                       |
| 14-7-2022                                                             | Rotherham                                                             | Francia                                                               | 2 – 1                                                                 | Belgio                                                                | Euro 2022 - Fase a gironi                                             | -                                                                     |                                                                       |
| 18-7-2022                                                             | Manchester                                                            | Italia                                                                | 0 – 1                                                                 | Belgio                                                                | Euro 2022 - Fase a gironi                                             | -                                                                     |                                                                       |
| 22-7-2022                                                             | Leigh                                                                 | Svezia                                                                | 1 – 0                                                                 | Belgio                                                                | Euro 2022 - Quarti di finale                                          | -                                                                     |                                                                       |
| 2-9-2022                                                              | Lovanio                                                               | Belgio                                                                | 0 – 1                                                                 | Norvegia                                                              | Qual. Mondiali 2023                                                   | -                                                                     |                                                                       |
| 6-9-2022                                                              | Erevan                                                                | Armenia                                                               | 0 – 7                                                                 | Belgio                                                                | Qual. Mondiali 2023                                                   | 1                                                                     |                                                                       |
| 6-10-2022                                                             | Vizela                                                                | Portogallo                                                            | 2 – 1                                                                 | Belgio                                                                | Qual. Mondiali 2023 - Play-off                                        | -                                                                     |                                                                       |
| 12-11-2022                                                            | Bruxelles                                                             | Belgio                                                                | 7 – 0                                                                 | Slovacchia                                                            | Amichevole                                                            | 1                                                                     | 46’                                                                   |
| 16-2-2023                                                             | Milton Keynes                                                         | Italia                                                                | 1 – 2                                                                 | Belgio                                                                | Arnold Clark Cup 2023                                                 | -                                                                     | 62’                                                                   |
| 2-7-2023                                                              | Kerkrade                                                              | Paesi Bassi                                                           | 5 – 0                                                                 | Belgio                                                                | Amichevole                                                            | -                                                                     |                                                                       |
| 22-9-2023                                                             | Lovanio                                                               | Belgio                                                                | 2 – 1                                                                 | Paesi Bassi                                                           | UEFA Women's Nations League 2023-2024 - Fase a gruppi                 | -                                                                     |                                                                       |
| 26-9-2023                                                             | Glasgow                                                               | Scozia                                                                | 1 – 1                                                                 | Belgio                                                                | UEFA Women's Nations League 2023-2024 - Fase a gruppi                 | -                                                                     |                                                                       |
| 31-10-2023                                                            | Lovanio                                                               | Belgio                                                                | 3 – 2                                                                 | Inghilterra                                                           | UEFA Women's Nations League 2023-2024 - Fase a gruppi                 | -                                                                     |                                                                       |
| 1-12-2023                                                             | Bruxelles                                                             | Belgio                                                                | 1 – 1                                                                 | Scozia                                                                | UEFA Women's Nations League 2023-2024 - Fase a gruppi                 | -                                                                     |                                                                       |
| 5-12-2023                                                             | Tilburg                                                               | Paesi Bassi                                                           | 4 – 0                                                                 | Belgio                                                                | UEFA Women's Nations League 2023-2024 - Fase a gruppi                 | -                                                                     |                                                                       |
| 23-2-2024                                                             | Felcsút                                                               | Ungheria                                                              | 1 – 5                                                                 | Belgio                                                                | UEFA Women's Nations League 2023-2024 - Fase a gruppi                 | 2                                                                     |                                                                       |
| 27-2-2024                                                             | Lovanio                                                               | Belgio                                                                | 5 – 1                                                                 | Ungheria                                                              | UEFA Women's Nations League 2023-2024 - Fase a gruppi                 | -                                                                     |                                                                       |
| 5-4-2024                                                              | Lovanio                                                               | Belgio                                                                | 0 – 7                                                                 | Spagna                                                                | Qual. Euro 2025                                                       | -                                                                     |                                                                       |
| 9-4-2024                                                              | Viborg                                                                | Danimarca                                                             | 4 – 2                                                                 | Belgio                                                                | Qual. Euro 2025                                                       | -                                                                     |                                                                       |
| 31-5-2024                                                             | Praga                                                                 | Rep. Ceca                                                             | 1 – 2                                                                 | Belgio                                                                | Qual. Euro 2025                                                       | -                                                                     |                                                                       |
| 4-6-2024                                                              | Sint-Truiden                                                          | Belgio                                                                | 1 – 1                                                                 | Rep. Ceca                                                             | Qual. Euro 2025                                                       | -                                                                     |                                                                       |
| 12-7-2024                                                             | Sint-Truiden                                                          | Belgio                                                                | 0 – 3                                                                 | Danimarca                                                             | Qual. Euro 2025                                                       | -                                                                     |                                                                       |
| 16-7-2024                                                             | La Coruña                                                             | Spagna                                                                | 2 – 0                                                                 | Belgio                                                                | Qual. Euro 2025                                                       | -                                                                     |                                                                       |
| 25-10-2024                                                            | Candia                                                                | Grecia                                                                | 0 – 0                                                                 | Belgio                                                                | Qual. Euro 2025 - Spareggi Lega A-Lega C, 1º turno                    | -                                                                     |                                                                       |
| 29-10-2024                                                            | Lovanio                                                               | Belgio                                                                | 5 – 0                                                                 | Grecia                                                                | Qual. Euro 2025 - Spareggi Lega A-Lega C, 1º turno                    | -                                                                     | 73’                                                                   |
| 29-11-2024                                                            | Adalia                                                                | Ucraina                                                               | 0 – 2                                                                 | Belgio                                                                | Qual. Euro 2025 - Spareggi Lega A-Lega C, 2º turno                    | -                                                                     |                                                                       |
| 3-12-2024                                                             | Lovanio                                                               | Belgio                                                                | 2 – 1                                                                 | Ucraina                                                               | Qual. Euro 2025 - Spareggi Lega A-Lega C, 2º turno                    | -                                                                     |                                                                       |
| Totale                                                                |                                                                       | Presenze                                                              | 34                                                                    |                                                                       | Reti                                                                  | 5                                                                     |                                                                       |

## Palmarès

### Nazionale
- Pinatar Cup: 1

2022